# Karang Buah
Karang Buah is een bestuurslaag in het regentschap Tanggamus van de provincie Lampung, Indonesië. Karang Buah telt 1004 inwoners (volkstelling 2010).